# Lachnorhiza
Lachnorhiza är ett släkte av korgblommiga växter. Lachnorhiza ingår i familjen korgblommiga växter.
Kladogram enligt Catalogue of Life:
| Lachnorhiza | \| \| Lachnorhiza micrantha \| \| \| \| \| \| Lachnorhiza piloselloides \| \| \| \| |
|             | \| \| Lachnorhiza micrantha \| \| \| \| \| \| Lachnorhiza piloselloides \| \| \| \| |
|             | Lachnorhiza micrantha                                                               |
|             |                                                                                     |
|             | Lachnorhiza piloselloides                                                           |
|             |                                                                                     |